# Borsec
Borsec (en hongarès: Borszék, pronunciat [ˈBorseːk]) és una ciutat del comtat de Harghita, Transsilvània (Romania). La ciutat i els voltants són ben coneguts pels seus balnearis i aigües minerals. Té una població de 2.585 habitants, amb una majoria d'ètnies hongareses.

## Història
Històricament formava part de la zona de la Terra Székely de Transsilvània. Administrativament, va pertànyer a Csíkszék fins a la reforma administrativa de Transsilvània el 1876, quan va caure dins del comtat de Csík, a Àustria-Hongria. Després del tractat de Trianon de 1920, va passar a formar part de Romania i va caure dins del comtat de Ciuc durant el període d'entreguerres. El 1940, el segon Acord de Viena va concedir la Transsilvània del Nord a Hongria i Hongria va establir l'assentament fins al 1944. Després de l'ocupació soviètica, l'administració va tornar i va passar a formar part oficialment de Romania el 1947. Entre 1952 i 1960, la ciutat va caure dins la regió autònoma magiar, entre 1960 i 1968 la regió autònoma Mureș-Magyar.

## Geografia
Borsec, un complex conegut principalment per la seva aigua mineral i el seu clima favorable, es troba a la depressió intracarpàtica del mateix nom, a una altitud de 900 m. La depressió Borsec té una forma ovalada i està orientada al nord-est, estant separada del turó de la cadira Rotunda en dues subunitats. La localitat es compon de dues zones que corresponen geogràficament a les dues petites zones de depressió que s'uneixen: el Borsec superior (Borsec de Sus) i el Borsec inferior (Borsec de Jos). Aquest últim es troba al sud-oest al llarg de la DN15 a la seva cruïlla amb DJ128 Borsec-Ditrau, i Borsec de Sus (o la mateixa estació) es troba a l'altiplà situat al nord-est de l'assentament primari, que es troba a una altitud més alta de mitjana amb 80-100 m.
A l'oest, a poca distància, es pot arribar a Topliţa, al coll de Creanga i a l'est, a la vall de Bistricioara. La depressió de Borsec es troba a una altitud superior a la de Giurgeu però inferior a la de Bilbor. Dins de l'estació hi ha carrerons i senders turístics, la majoria dels quals es troben als afores de l'estació, especialment per visitar els monuments de la natura des de la reserva de Scaunul Rotund i Făget (Bükkhavas).

## Fonts d'aigua mineral: el principal recurs de Borsec

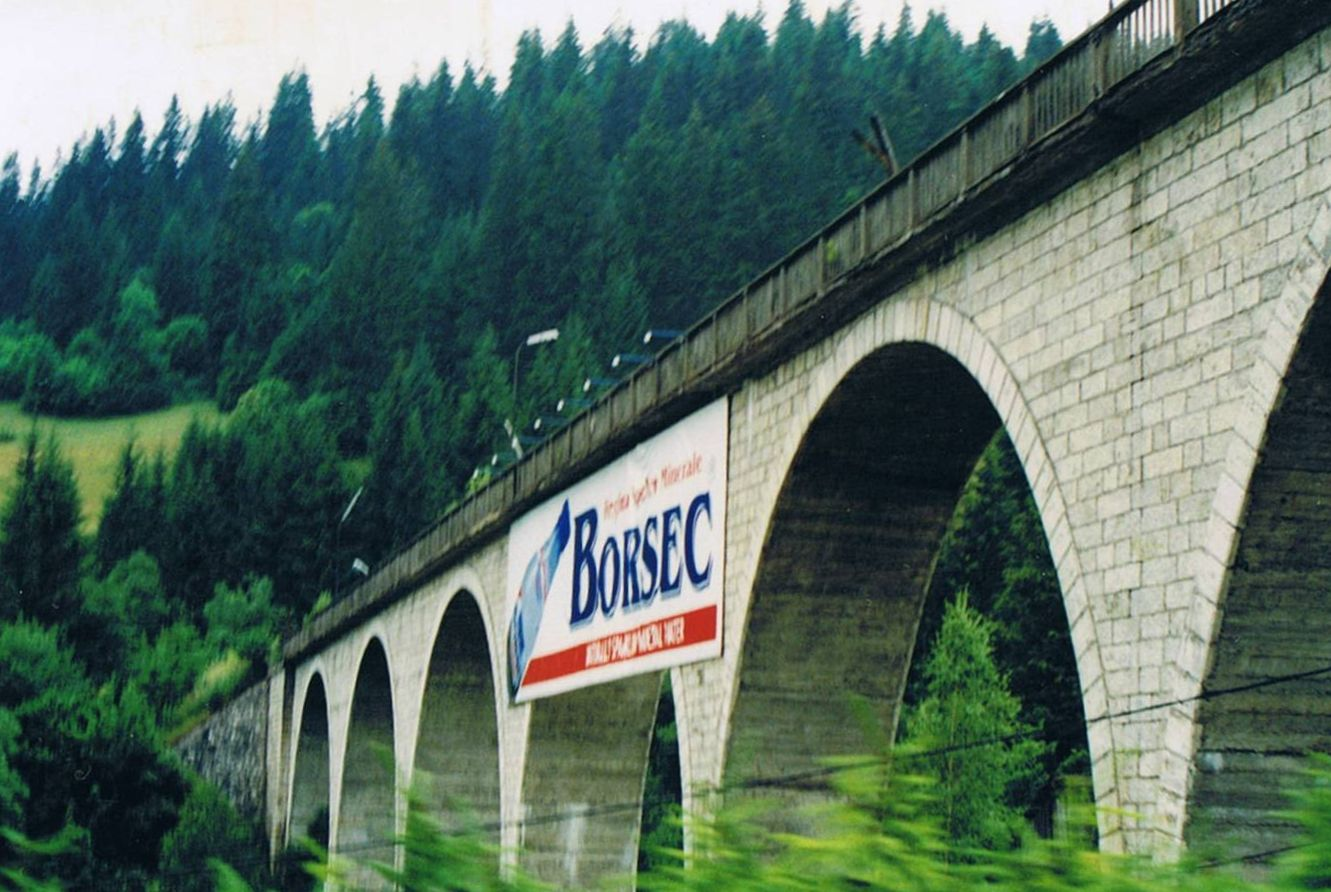
Suport de viaducte d'abastiment d'aigua mineral per a la planta embotelladora

## Turisme

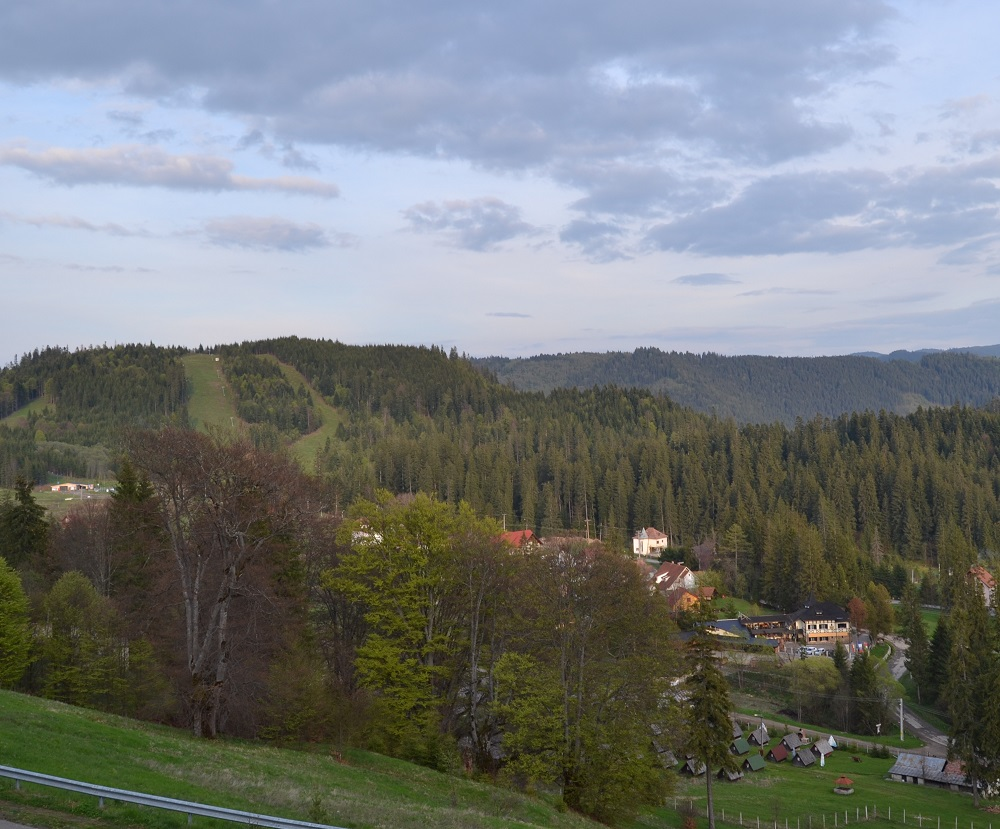
Pista d'esquí Borsec a la primavera.